# Vassil Radoslavov
Vassil Hristov Radoslavov (en bulgare : Васил Христов Радославов) est un homme politique bulgare né le 27 juillet 1854 à Lovetch et mort le 21 octobre 1929 à Berlin. Membre du Parti libéral, puis du Parti libéral radoslaviste, il occupe à deux reprises le poste de président du Conseil des ministres, de 1886 à 1887, puis de 1913 à 1918, durant la quasi-totalité de la Première Guerre mondiale.

## Carrière politique
- 11 juillet 1884 – 24 juillet 1886 : ministre de la Justice au sein du gouvernement de Petko Karavelov.
- 28 août 1886 – 10 juillet 1887 : président du Conseil des ministres et ministre de l'Intérieur.
- 31 mai 1894 – 29 septembre 1894 : ministre de la Justice  au sein du gouvernement de Konstantin Stoïlov
- 31 mai 1894 – 21 décembre 1894 : ministre de l'Éducation au sein du gouvernement de Konstantin Stoïlov.
- 30 janvier 1899 – 10 décembre 1900 : ministre de l'Intérieur au sein des gouvernements de Dimitar Panayotov Grekov et de Todor Ivanchov.
- 17 juillet 1913 – 21 juin 1918 : président du Conseil des ministres.
- 17 juillet 1913 – 4 octobre 1915 : ministre de l'Intérieur.
- 17 juillet 1913 – 21 juin 1918 : ministre des Affaires étrangères.
- 7 septembre 1916 – 21 juin 1918 : ministre de l'Intérieur.